# Lachlan Morton
Lachlan David Morton (Port Macquarie, 2 gennaio 1992) è un ciclista su strada australiano, professionista dal 2012 al 2022 e vincitore del Tour of Utah 2016. Dal 2022 è attivo nel circuito gravel.

## Palmarès

### Strada
- 2010 (Juniores)

3ª tappa Tour de l'Abitibi (Val-d'Or, cronometro)
6ª tappa Tour de l'Abitibi (Val-d'Or> Val-d'Or)
Classifica generale Tour de l'Abitibi
- 2013 (Garmin-Sharp, una vittoria)

3ª tappa Tour of Utah (Richfield > Payson)
- 2016 (Jelly Belly, sei vittorie)

1ª tappa Tour of the Gila (Silver City > Mogollon)
Classifica generale Tour of the Gila
3ª tappa Tour of Utah (Richfield > Payson)
7ª tappa Tour of Utah (Park City > Park City)
Classifica generale Tour of Utah
4ª tappa Tour de Hokkaido (Kutchan > Sapporo)
- 2019 (EF Education First, una vittoria)

5ª tappa Tour of Utah (Canyons Village-Park City > Canyons Village-Park City)

#### Altri successi
- 2012 (Garmin-Sharp)

Iron Horse Classic
Classifica giovani Tour de Guadeloupe
- 2013 (Garmin-Sharp)

Classifica giovani USA Pro Cycling Challenge
Classifica giovani Tour of Utah
- 2015 (Jelly Belly p/b Maxxis)

Bob Cook Memorial
- 2016 (Jelly Belly)

2ª tappa Tucson Bicycle Classic (Tucson > Tucson)
Classifica generale Tucson Bicycle Classic
3ª tappa Cascade Classic
- 2017 (Dimension Data)

Classifica giovani Tour of California
- 2022 (EF Education - EasyPost)

Bob Cook Memorial

### Gravel
- 2023

Wild Horse Gravel
2ª tappa Migration Gravel Race
- 2024

Life Time UNBOUND Gravel
Ned Gravel
- 2025

1ª tappa Transcordilleras

## Piazzamenti

### Grandi Giri
- Giro d'Italia

2020: 111º
- Vuelta a España

2017: 90º

### Classiche monumento
- Giro di Lombardia

2013: ritirato
2014: ritirato
2017: 83º
2018: ritirato
2020: ritirato

### Competizioni mondiali
- Campionati del mondo su strada

Richmond 2015 - Cronosquadre: 20º
- Campionati del mondo gravel

Veneto 2022 - Elite: 18º